# Cleveland Cavaliers
Cleveland Cavaliers, även kallade Cavs, är en amerikansk basketorganisation, bildad 1970, vars lag är baserat i Cleveland i Ohio och spelar i NBA.

## Historia

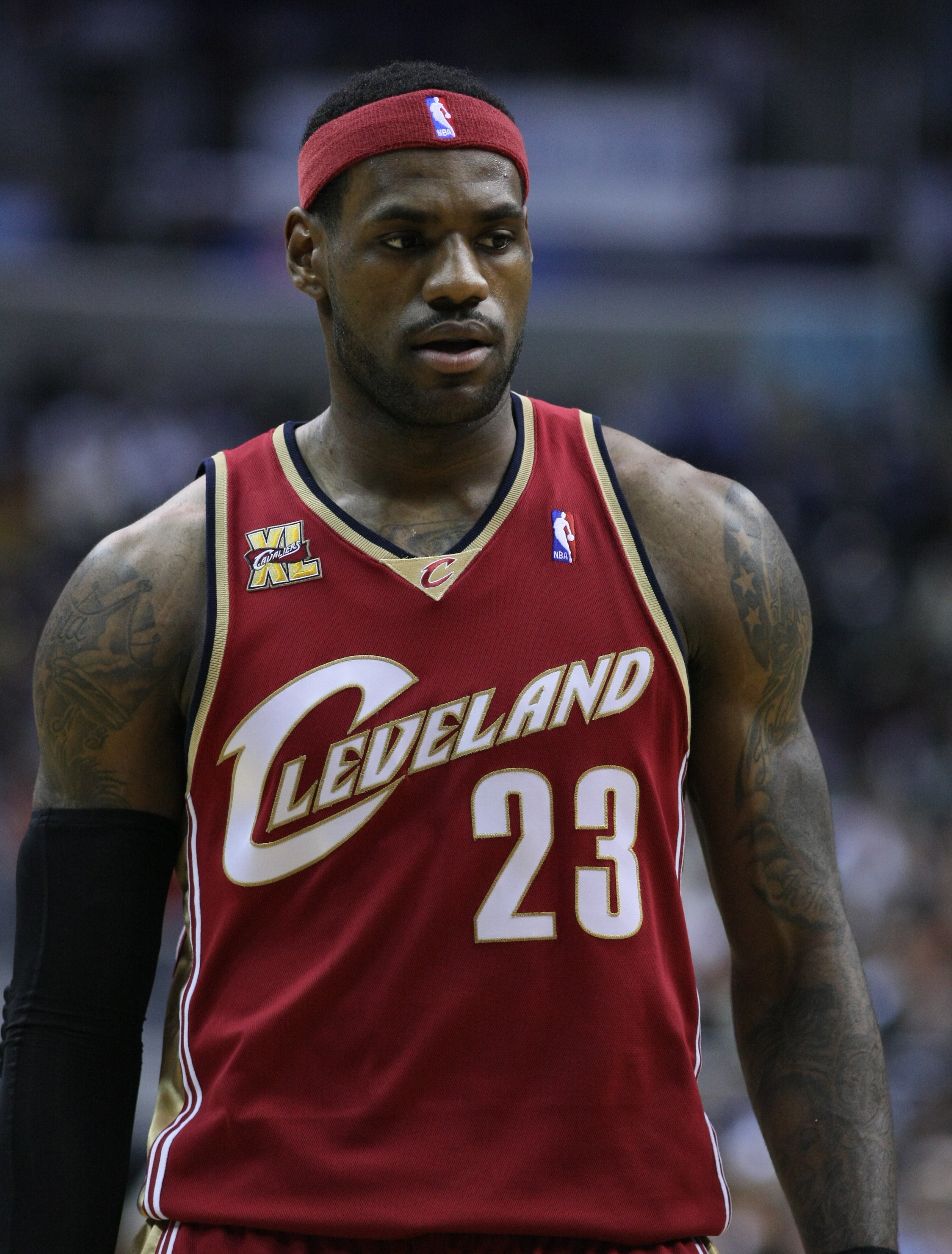
LeBron James i Cleveland Cavaliers, i november 2009.

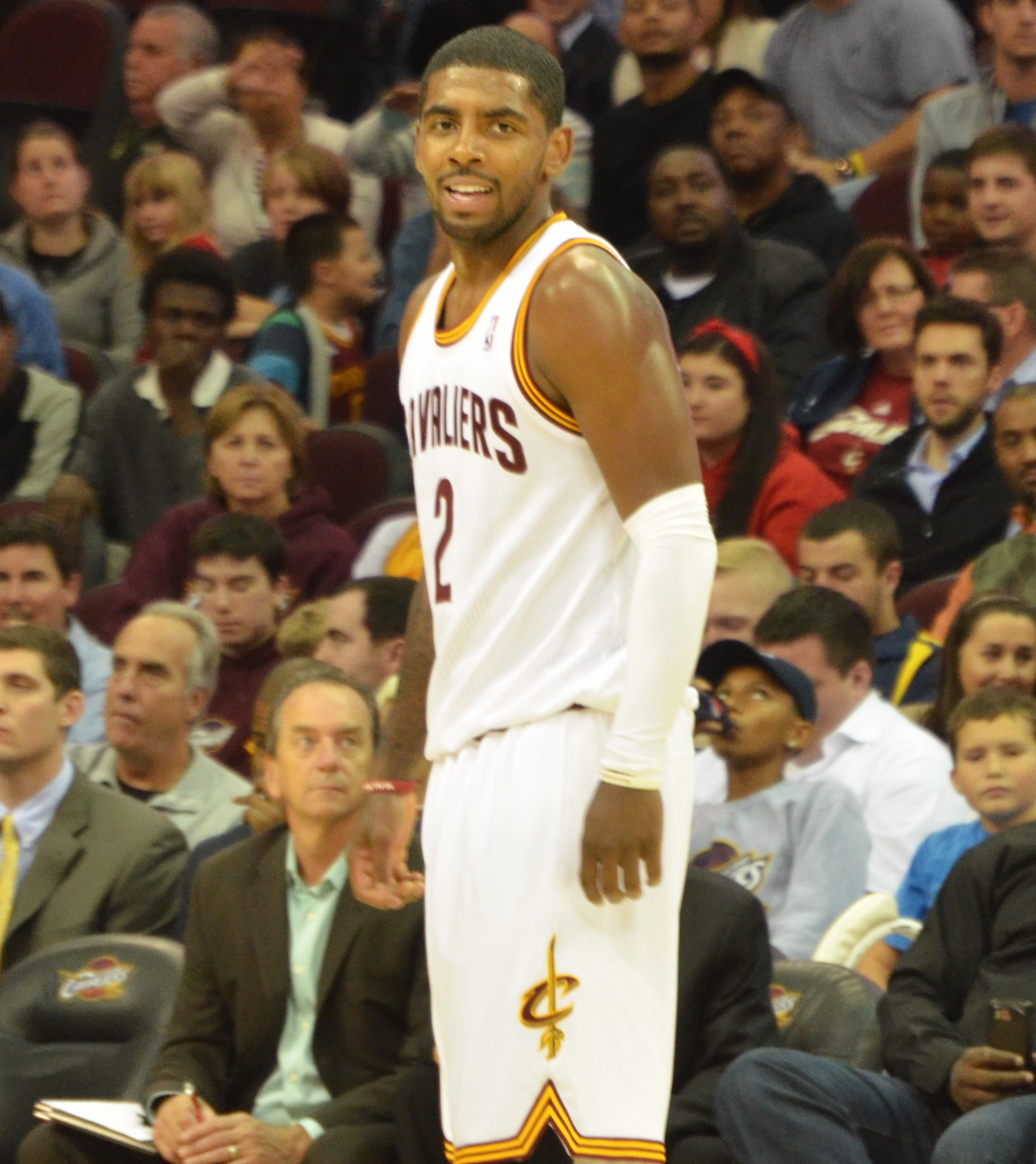
Kyrie Irving i Cleveland Cavaliers, i oktober 2013.

Cleveland Cavaliers bildades 1970 och debuterade i NBA säsongen 1970/1971.

### 2000-talet
I 2003 års draft valdes small forwarden LeBron James som förstavalet, av Cleveland Cavaliers. Han är född i staden Akron i samma delstat, och draftades direkt från high school. Att komma direkt från high school till NBA var då väldigt sällsynt innan NBA beslutade att höja åldersgränsen för valbara spelare i draften. James spelade 79 matcher från start under debutsäsongen och blev omgående en nyckelspelare i laget. I sin första NBA-match gjorde han 25 poäng, mot Sacramento Kings. Totalt under debutsäsongen snittade han 20,9 poäng, 5,5 returer och 5,9 assist per match och valdes till Rookie of the Year.
Säsongen 2006/2007 kom laget till NBA-final för första gången, men förlorade mot San Antonio Spurs med 4–0 i matcher.
I Cleveland Cavaliers utvecklades LeBron James till att bli NBA:s mest dominanta spelare under 2000-talet, och en av de mest framgångsrika i NBA genom tiderna. Han vann bland annat poängligan 2007/2008 och blev utsedd till NBA:s mest värdefulla spelare (MVP) 2008/2009 och 2009/2010 under hans första sejour i Cavaliers. Efter säsongen 2009/2010 lämnade James laget som free agent för Miami Heat. Under sejouren i Miami Heat utsågs James för tredje och fjärde gången till NBA:s MVP, säsongerna 2011/2012 och 2012/2013.
I LeBron James frånvaro de fem säsongerna 2010–2014, missade Cavaliers NBA-slutspelet samtliga gånger. En ljuspunkt var dock draften 2011, då Cavaliers som förstaval valde en ny skicklig och tongivande spelare i point guarden Kyrie Irving.
Inför säsongen 2014/2015 beslöt sig James för att återvända och göra sin andra sejour i Cleveland Cavaliers. Samma sommar värvades också bland andra Kevin Love från Minnesota Timberwolves. James, Love och Kyrie Irving blev då lagets tre viktigaste spelare, "big three". Säsongen slutade med att laget nådde NBA-final för andra gången någonsin. Laget förlorade dock mot Golden State Warriors med 4–2 i matcher. Säsongen efter, 2015/2016, blev Cleveland Cavaliers för första gången NBA-mästare efter att ha besegrat Golden State Warriors i finalen. Cavaliers vände underläge 1–3 till seger med 4–3 i matcher. Därmed fick staden Cleveland sitt första mästarlag i någon av de stora amerikanska idrotterna sedan amerikansk fotboll-laget Cleveland Browns blev mästare i NFL 1964.
Säsongen 2016/2017 gick laget till NBA-final för tredje året i följd. Laget förlorade dock mot samma motståndare man mött de tre gångerna, Golden State Warriors, med 4–1 i matcher. Efter säsongen lämnade Kyrie Irving laget för Boston Celtics i retur fick laget en före detta stjärnspelare vid namn Isiah Thomas. Säsongen därpå, 2017/2018, tog sig laget ännu en gång till NBA-final, men besegrades med 4-0 i matcher. Efter säsongens slut valde LeBron James att lämna Cavaliers för spel i Los Angeles Lakers.

## Spelartruppen 2025/2026
Senast uppdaterad: 9 juli 2025.

Alla spelare som har kontrakt med Cleveland Cavaliers. Spelarnas löner är i amerikanska dollar och är vad de skulle få ut om spelarna vore i NBA-truppen under hela säsongen.
| Nr                                |            | Namn             | Pos   | Lön 25/26   |        | Kontrakt | Kom till laget | Kom ifrån               |
| --------------------------------- | ---------- | ---------------- | ----- | ----------- | ------ | -------- | -------------- | ----------------------- |
| 1                                 | USA        | Max Strus        | SG/SF | $15 936 452 | [ 3 ]  | 2027     | 2023           | Miami Heat              |
| 2                                 | USA        | Lonzo Ball       | PG    | $10 000 000 | [ 4 ]  | 2027     | 2025           | Chicago Bulls           |
| 4                                 | USA        | Evan Mobley      | PF/C  | $38 661 700 | [ 5 ]  | 2030     | 2021           | USC Trojans             |
| 5                                 | USA        | Sam Merrill      | SG    | $8 482 143  | [ 6 ]  | 2029     | 2022           | Memphis Grizzlies       |
| 9                                 | USA        | Craig Porter Jr. | PG    | $2 221 677  | [ 7 ]  | 2027     | 2023           | Wichita State Shockers  |
| 10                                | USA        | Darius Garland   | PG    | $39 446 090 | [ 8 ]  | 2028     | 2019           | Vanderbilt Commodores   |
| 12                                | USA        | De'Andre Hunter  | SF    | $23 303 571 | [ 9 ]  | 2027     | 2025           | Atlanta Hawks           |
| 18                                | USA        | Chuma Okeke      | PF    | $2 546 675  | [ 10 ] | 2026     | 2025           | Westchester Knicks      |
| 20                                | USA        | Jaylon Tyson     | SF    | $3 392 480  | [ 11 ] | 2028     | 2024           | California Golden Bears |
| 22                                | USA        | Larry Nance Jr.  | C/PF  | $3 634 148  | [ 12 ] | 2026     | 2025           | Atlanta Hawks           |
| 24                                | Australien | Tyrese Proctor   | PG    | $1 272 870  | [ 13 ] | 2029     | 2025           | Duke Blue Devils        |
| 31                                | USA        | Jarrett Allen    | C     | $20 000 000 | [ 14 ] | 2029     | 2021           | Brooklyn Nets           |
| 32                                | USA        | Dean Wade        | PF    | $6 623 456  | [ 15 ] | 2026     | 2019           | Kansas State Wildcats   |
| 45                                | USA        | Donovan Mitchell | SG    | $46 394 040 | [ 16 ] | 2028     | 2022           | Utah Jazz               |
| --                                | USA        | Chaney Johnson   | SF    | $1 272 868  | [ 17 ] | 2026     | 2025           | Auburn Tigers           |
| --                                | Nicaragua  | Norchad Omier    | PF/SF | $1 272 868  | [ 18 ] | 2026     | 2025           | Baylor Bears            |
| Tvåvägskontrakt                   |            |                  |       |             |        |          |                |                         |
| Nr                                |            | Namn             | Pos   | Lön 25/26   |        | Kontrakt | Kom till laget | Kom ifrån               |
| 30                                | USA        | Nae'Qwan Tomlin  | SF/PF | $977 689    | [ 19 ] | 2026     | 2025           | Cleveland Charge        |
| 33                                | Australien | Luke Travers     | SG/SF | $636 434    | [ 20 ] | 2026     | 2024           | Melbourne United        |
| Positioner: PG – SG – SF – PF – C |            |                  |       |             |        |          |                |                         |

### Spelargalleri

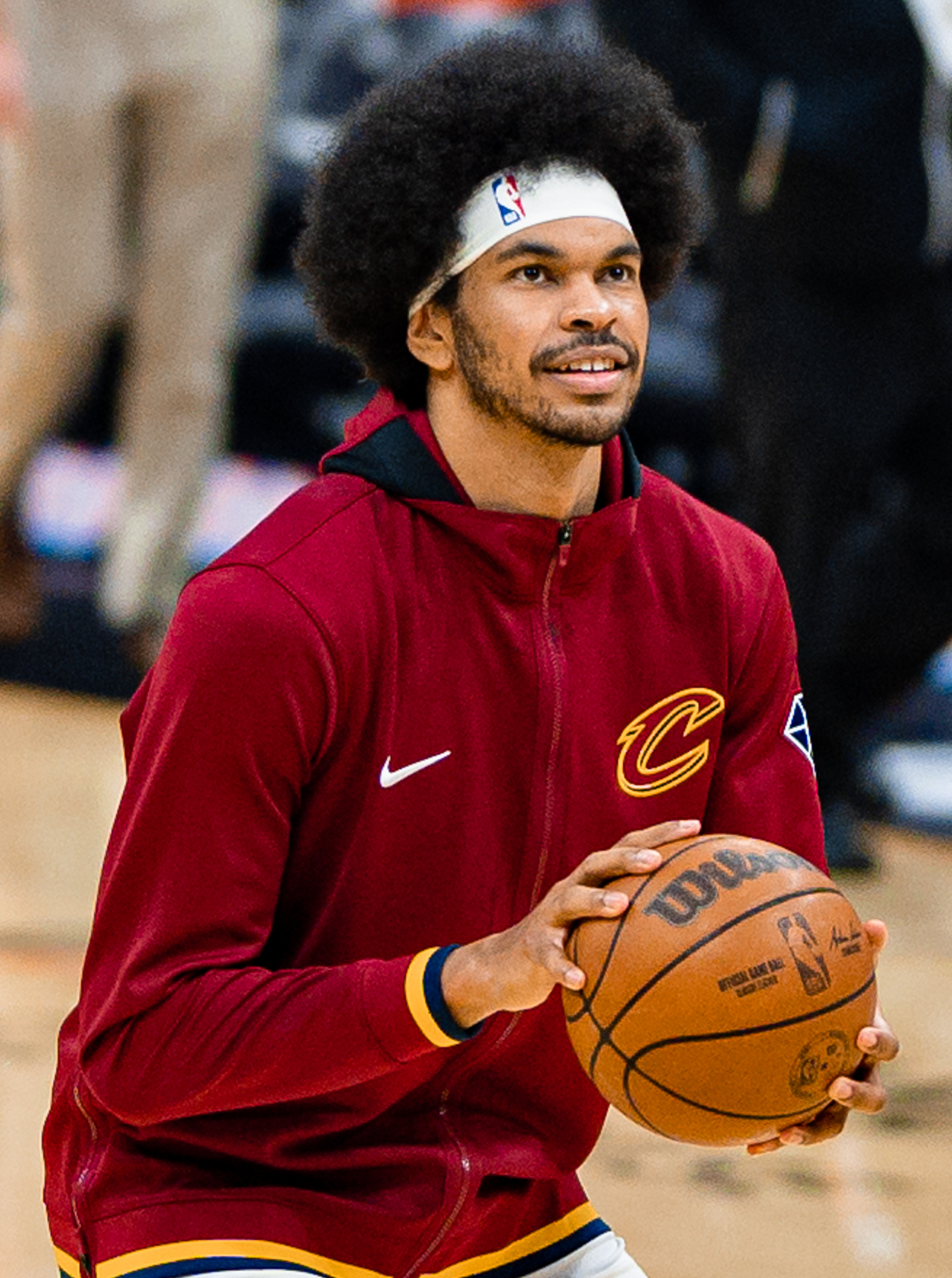
Jarrett Allen
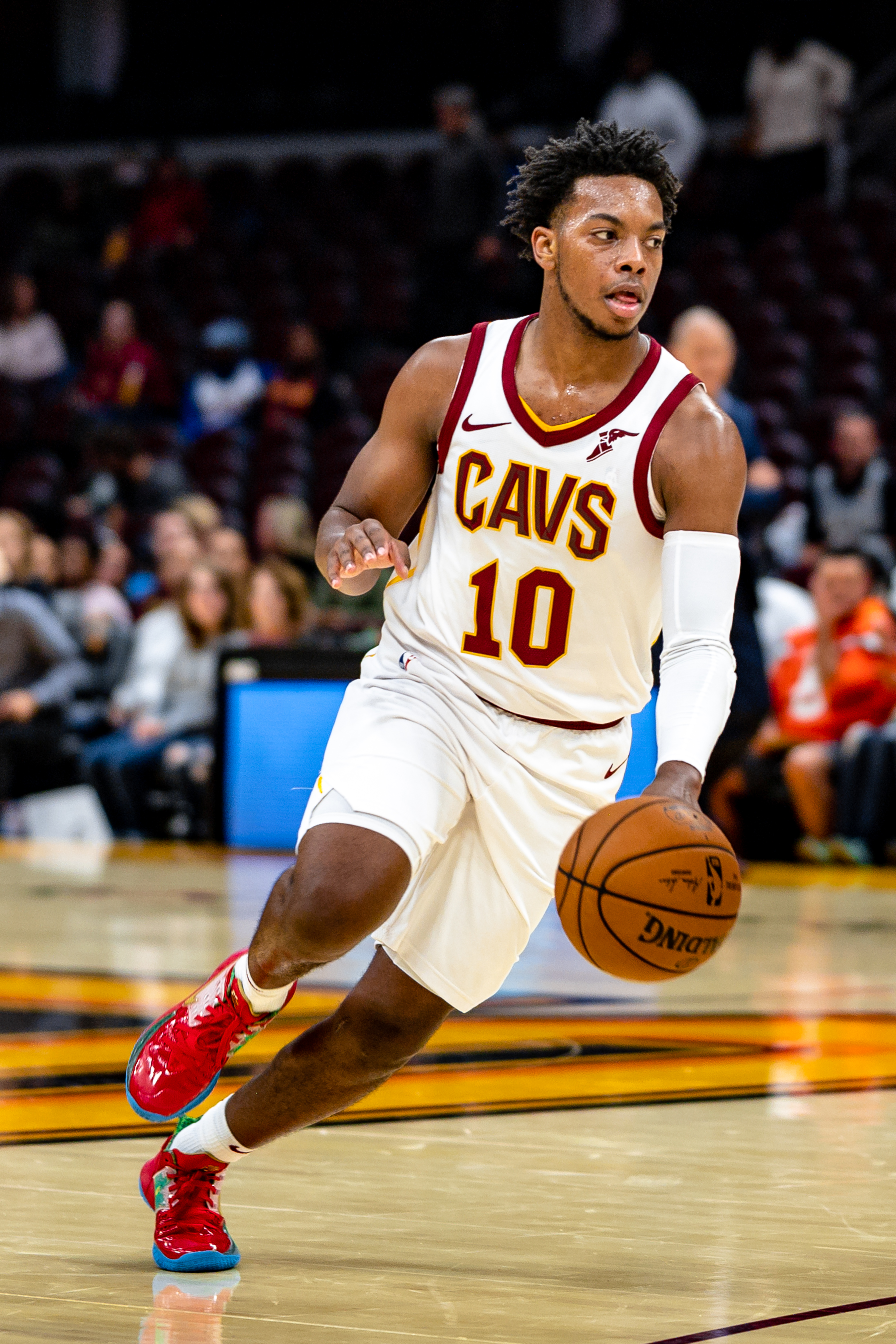
Darius Garland
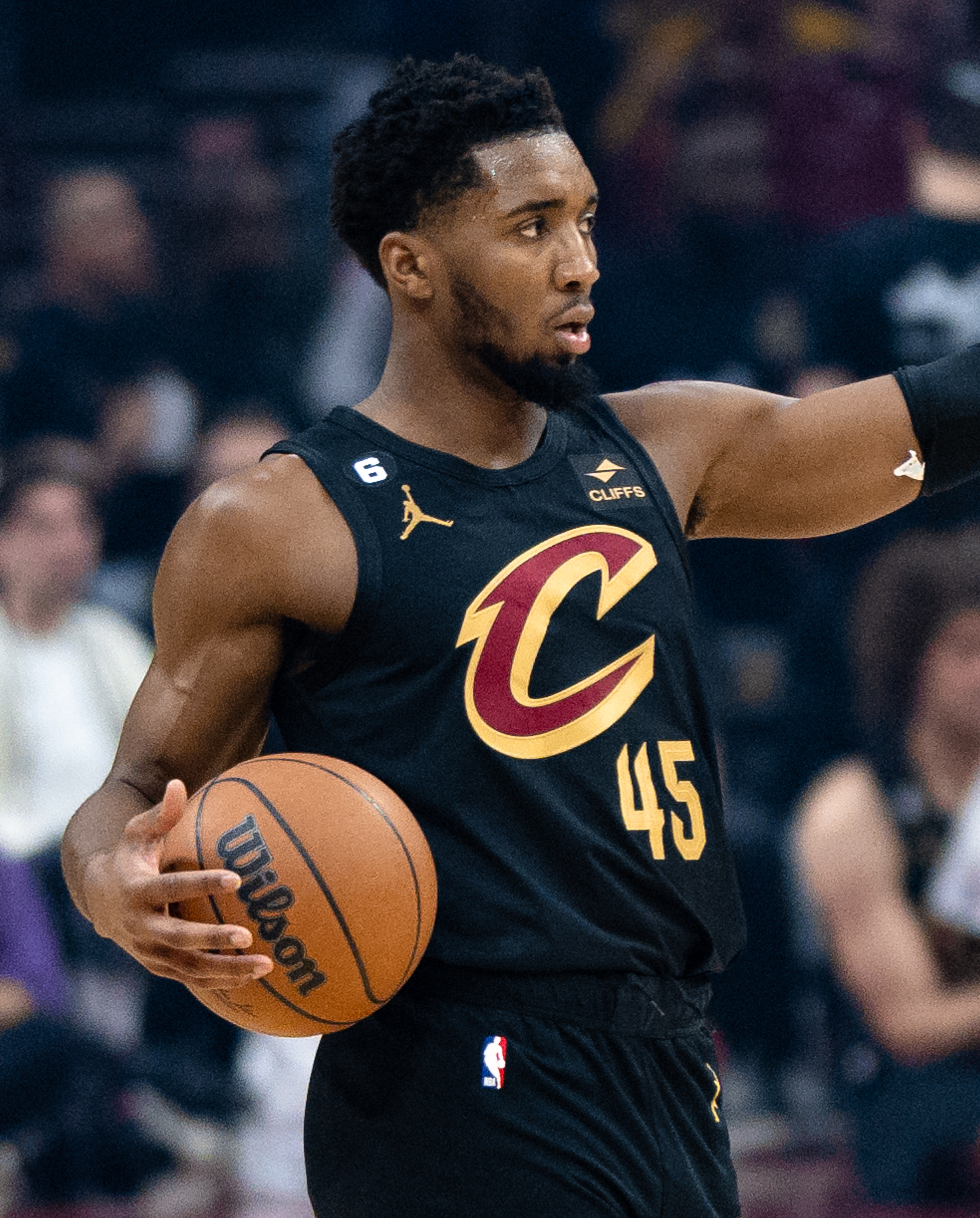
Donovan Mitchell

## Hemmaarenor
- Cleveland Arena (1970–1974)
- Coliseum at Richfield (1974–1994)

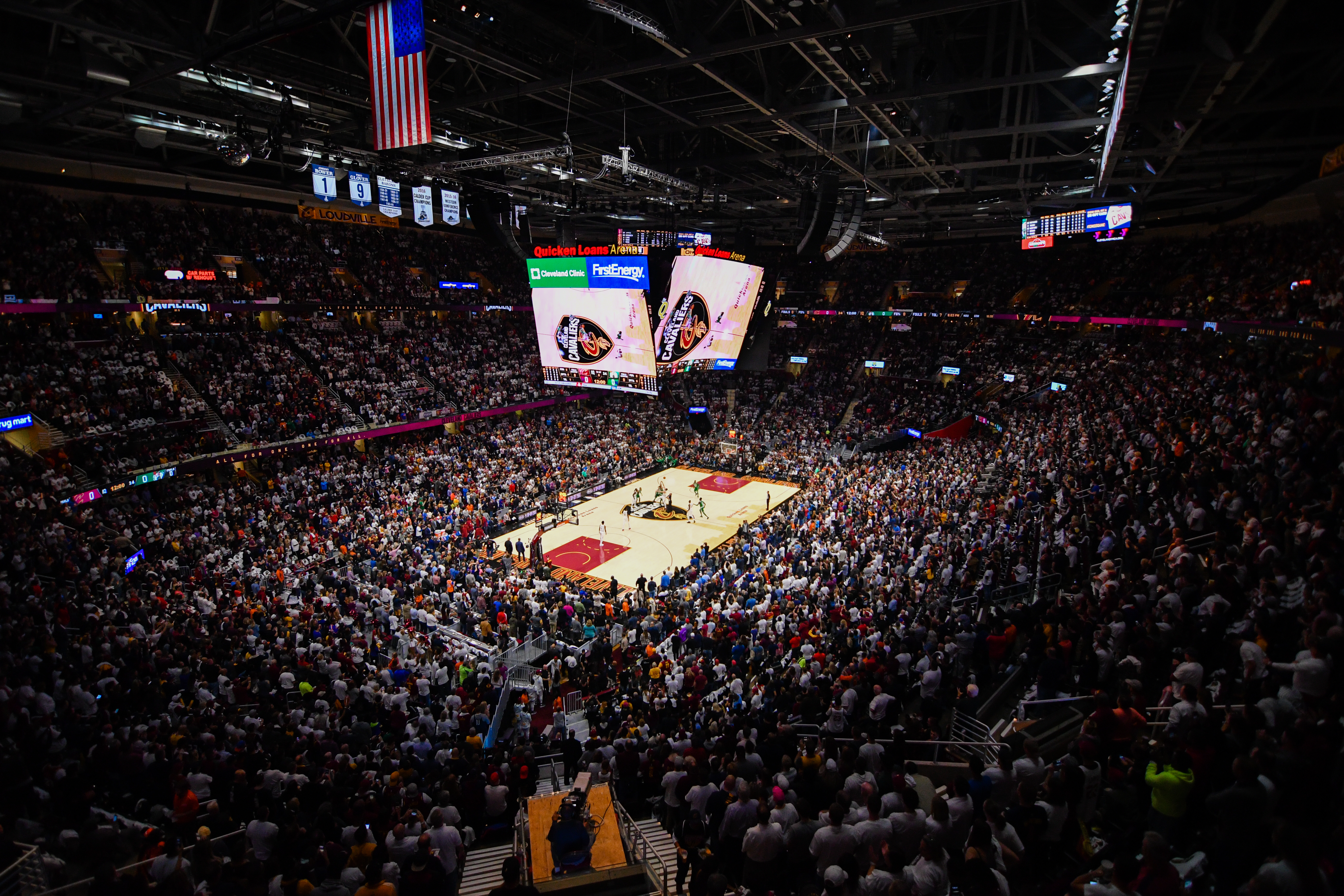
Säsongspremiärmatchen i Quicken Loans Arena, hösten 2017.

- Quicken Loans Arena (tidigare Gund Arena) (1994–)
- Rocket Mortgage FieldHouse (tidigare Quicken Loans Arena) (2020-)

## Huvudtränare
| År        | Namn            | Noteringar |
| --------- | --------------- | ---------- |
| 1970–1979 | Bill Fitch      |            |
| 1979–1980 | Stan Albeck     |            |
| 1980–1981 | Bill Musselman  |            |
| 1981      | Don Delaney     | Interim    |
| 1981      | Bob Kloppenburg | Interim    |
| 1981–1982 | Chuck Daly      |            |
| 1982      | Bill Musselman  |            |
| 1982–1984 | Tom Nissalke    |            |
| 1984–1986 | George Karl     |            |
| 1986      | Gene Littles    | Interim    |
| 1986–1993 | Lenny Wilkens   |            |
| 1993–1999 | Mike Fratello   |            |
| 1999–2001 | Randy Wittman   |            |
| 2001–2003 | John Lucas II   |            |
| 2003      | Keith Smart     | Interim    |
| 2003–2005 | Paul Silas      |            |
| 2005      | Brendan Malone  | Interim    |
| 2005–2010 | Mike Brown      |            |
| 2010–2013 | Byron Scott     |            |
| 2013–2014 | Mike Brown      |            |
| 2014–2016 | David Blatt     |            |
| 2016–2018 | Tyronn Lue      |            |
| 2018–     | Larry Drew      |            |